# سی/۲۰۱۳ یواس۱۰

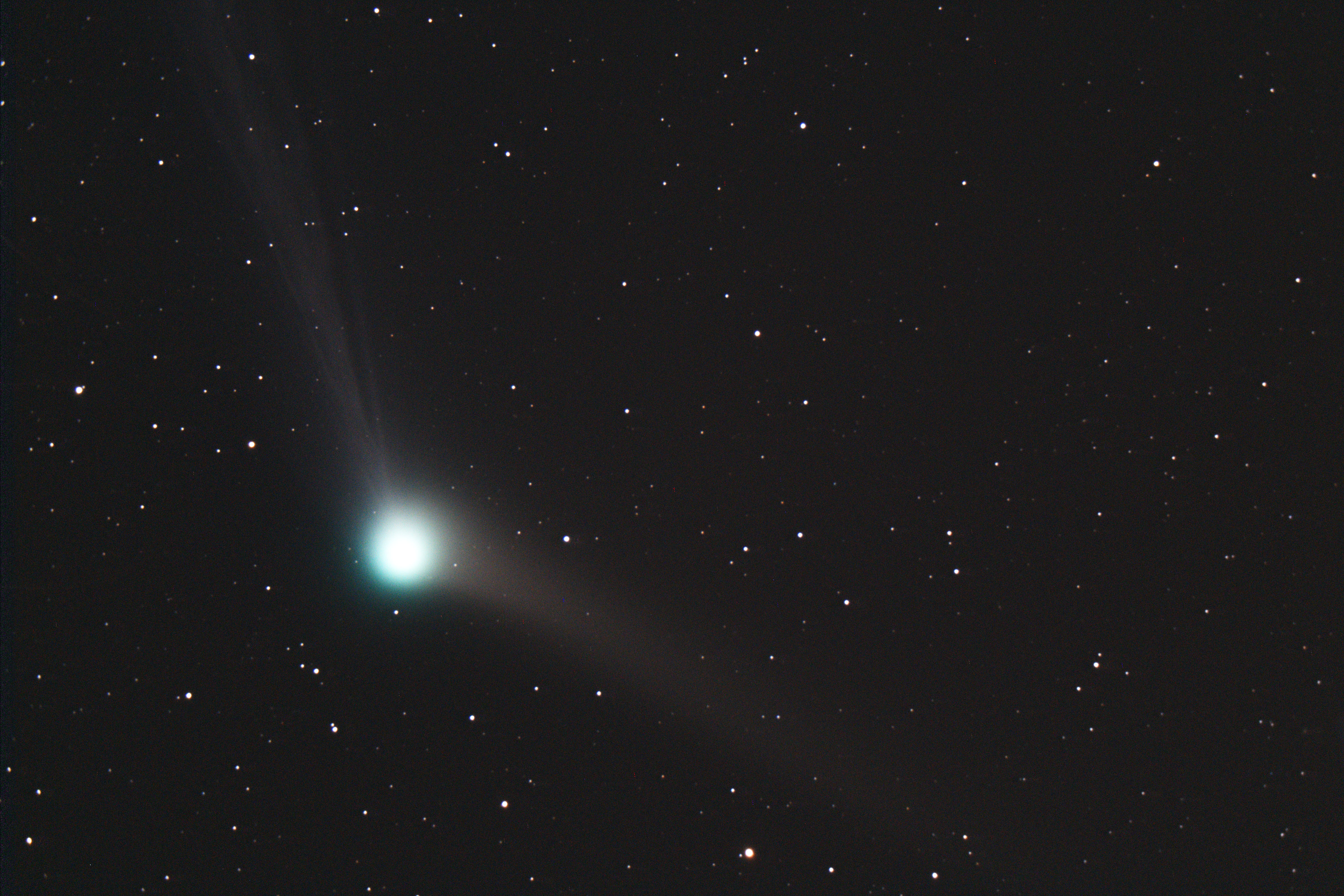
نمایی از دنباله‌دار «سی/۲۰۱۳ یواس۱۰»، روئیت‌شده در تاریخ ۹ دسامبر ۲۰۱۵. در سمت چپ بالا، دُم گاز یونی و در سمت راست پایین دُم گرد و غبار قرار دارد.

سی/۲۰۱۳ یواس۱۰ «کاتالینا» (به انگلیسی: C/2013 US10 (Catalina))، دنباله‌داری است در ۲۰۱۳ میلادی (۱۳۹۲) در رصدهای برنامهٔ «پیمایش آسمان کاتالینا» کشف شد.
انتظار می‌رود این دنباله دار با قدر ۵ از ۹ مهر تا نیمه آبان و به احتمالی تا اوایل آذر ۱۳۹۴ با چشم غیرمسلح قابل رویت باشد.
این دنباله دار تا دی/دسامبر جاری در آسمان دیده خواهد شد.